# Burgstall Steppach
Der Burgstall Steppach (auch Parn, Weber am Turm, Turm Steppach oder Burg Thurm) ist eine abgegangene Turmburg in Sallmannsberg, einem Gemeindeteil des Landshuter Stadtteils Berg in Niederbayern.
Die ehemalige Burganlage ist als Bodendenkmal mit der Nummer D-2-7439-0031 vom Bayerischen Landesamt für Denkmalpflege erfasst und wird als „ebenerdiger Ansitz des Mittelalters“ beschrieben.

## Lage
Der Burgstall der Spornburg liegt östlich der Pfarrkirche Heilig Blut auf einem ausgebauten Vorsprung einer Hügelreihe über dem Tal Josaphat. Ein darüber liegendes Plateau ermöglicht die Aussicht in das Tal der Isar.

## Geschichte
Steppach war ein Edelsitz und eine kleine Hofmark. Die Besitzer waren Ott und sein Sohn Seifried, die sich Steppecker oder Steppacher nannten. Der Name stammt von der Steppach, einem heute versiegten Bach oder kleinen Fluss. Beide waren als Gutsherren Bürger in Landshut. Von ihnen ist überliefert, dass Ott im Jahr 1356 einen Teil vom Besitz der Achdorfer kaufte und Seifried 1392 gegen Bezahlung eine Hof-Gülte dem Kloster Rohr überließ.
Laut einer Urkunde vom 14. November 1408 wurden die Burg sowie zahlreiche Höfe und Güter von Hans Stepekch und seiner Frau Margaritha an Herzog Heinrich XVI. übergeben. In dieser Zeit konfiszierte der Herzog eine Vielzahl an Besitztümern der Landshuter Bürger, um damit die Finanzen seines hochverschuldeten Herzogtums zu sanieren.

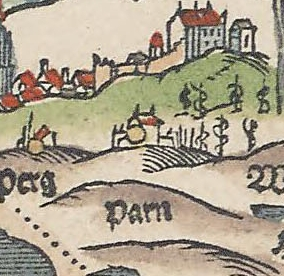
Burg Parn auf Tafel 14 der Bairischen Landtafeln von Philipp Apian (1568)

Die Turmburg wurde im Jahr 1568 als Burg Parn auf einer Karte des Kartographen Philipp Apian bildlich dargestellt.
Im 17. Jahrhundert brannte der Steppacher Turm ab und wurde abgerissen.
Die Grundholde der Herrschaft hatte sich nach dem Abriss noch längere Zeit erhalten. Dazu gehörten mehrere Güter von Söldnern, drei von Maurern, die Güter zweier Familien namens Pantl, der Hof der bevorrechteten Salmansberger (nach denen der heutige Gemeindeteil benannt ist) und einer Weberfamilie. Die Weber kamen später in den Besitz des Burgstalles, weshalb das Gebiet auch als Weber am Turm oder zum Weber am Turm bezeichnet wird.
Die Umgebung des Burgstalls war ein beliebter Aufenthaltsort von Georg Alois Dietl (1752–1809), einem Jesuiten, Schriftsteller und Professor der Universität Landshut. Nach ihm wurde die Gegend auch Dietlsruh genannt.

## Beschreibung
Erhalten hat sich von der Anlage nur ein Turmhügel mit einem bogenförmigen Graben. Die Burgstelle ist heute ein Bodendenkmal.